# Слідство ведуть ЗнаТоКі. «Букет» на прийомі
«Слідство ведуть ЗнаТоКі. „Букет“ на прийомі» — радянський детективний телевізійний художній фільм 1978 року з циклу фільмів «Слідство ведуть ЗнаТоКі» (справа № 12).

## Сюжет
«Букет» — позивний диспетчера системи радіофікованих таксі міста Москви.
Артем Кірпічов — рядовий водій. Якось раз він підвіз двох пасажирів і з деталей їхньої розмови зрозумів, що має справу зі злочинцями. Водій став мимовільним помічником пограбування квартири подружжя Пєтухових — сусідів Томіна.
Пограбування виявилося невдалим для злочинців, тому що в квартирі не знайшлося грошей, на які ті розраховували. У той же час потерпілі заявили, що у них забрали велику суму грошей, надісланих працюючим на Півночі сином. Син, який приїхав в Москву, також підтверджує, що надсилав батькам гроші, але при цьому поводиться якось невпевнено і відмовляється писати заяву про порушення цивільного позову про повернення вкраденої суми. Слідству доводиться з'ясовувати: так чи були в дійсності в квартирі гроші, і якщо були, то звідки вони взялися і звідки злочинці могли знати про їхню наявність? Якщо гроші дійсно приходили поштою, то в колі підозрюваних опиняються працівники місцевого поштового відділення. У підсумку з'ясовується, що ніяких грошей не було, син заробляє зовсім небагато і батькам грошей не висилає, просто потерпілі, бажаючи створити собі певний імідж, неодноразово хвалилися, що син постачає їх грошима, ходили за газетними оголошеннями про продаж, щоб нібито «прицінитися» до дорогих речей, загалом, злочинцям було від кого почерпнути інформацію про «багатих» старих.
Артем не відразу погодився співпрацювати з міліцією. Шефом тих самих пасажирів, як він зрозумів з їхньої розмови, був рецидивіст Санатюк. А наречена Артема Варя — племінниця того самого Санатюка. Але свідчення водія вкрай необхідні ЗнаТоКам для розслідування справи. Знаменський застосовує всю свою майстерність, щоб розговорити водія.
Злочинці поки на волі. Зі свідчень Кірпічова стає ясно, що грабіжники задумали захопити таксі і використовувати його в наступному злочині, так що зволікати не можна. «Букет» стає приманкою для злочинців…

## У ролях
- Георгій Мартинюк —  Знаменський
- Леонід Каневський —  Томін
- Ельза Леждей —  Кібріт
- Василь Бочкарьов —  Артем Степанович Кірпічов
- Борис Бистров —  Борис Опанасович Пєтухов
- Наталія Ричагова —  Варвара Володимирівна Санатюк
- Ігор Смисловський —  Анатолій Санатюк
- Людмила Арініна —  Анна Іванівна Пєтухова
- Юрій Ільчук —  Афанасій Ілліч Пєтухов
- Варвара Сошальська —  мати Томіна, Тамара Георгіївна
- Євгенія Преснікова —  старша зміни, Галина Сергіївна
- Лідія Рюміна —  тітка Катя
- Марина Поляк —  диспетчер такси, Соня
- Валентин Пєчніков —  Хабаров
- Анатолій Міхєєв —  Данилов
- Віра Альховська —  Надія Іванівна — сестра Пєтухової
- Михайло Семаков —  дільничний
- Якоб Ромбро —  колекціонер
- Ніна Бєлобородова — лікар

## Знімальна група
- Режисер — В'ячеслав Бровкін
- Сценаристи — Олександр Лавров, Ольга Лаврова
- Оператор — Владислав Єфімов
- Композитор — Марк Мінков
- Художник — Лариса Мурашко